# Grondwatertrap
Een grondwatertrap geeft een indicatie van de absolute grondwaterstand en de fluctuatie hiervan. De trappen zijn gedefinieerd op basis van de gemiddeld hoogste grondwaterstand (vaak afgekort als GHG) en gemiddeld laagste grondwaterstand (GLG). De gemiddeld hoogste grondwaterstand geeft een indicatie van de grondwaterstand in de winter over een langere periode. Andersom geeft de gemiddeld laagste grondwaterstand een indicatie van de grondwaterstanden in de zomer. Grondwatertrappen worden aangegeven met Romeinse cijfers, waarbij een hoger getal aangeeft dat het grondwater overwegend dieper onder maaiveld staat.

## Schaalverdeling
De onderstaande tabel geeft tien grondwatertrappen weer volgens de indeling zoals die in 1988 geüpdatet is. De grondwaterstand wordt in deze tabel uitgedrukt in centimeters ten opzichte van het maaiveld.
| Grondwatertrap | Gemiddeld Hoogste Grondwaterstand (cm-mv) | Gemiddeld Laagste Grondwaterstand (cm-mv) |
| -------------- | ----------------------------------------- | ----------------------------------------- |
| I              | < 20                                      | < 50                                      |
| II             | < 40                                      | 50–80                                     |
| IIB            | 25–40                                     | 50–80                                     |
| III            | < 40                                      | 80–120                                    |
| IIIB           | 25–40                                     | 80–120                                    |
| IV             | > 40                                      | 80–120                                    |
| V              | < 40                                      | > 120                                     |
| VI             | 40–80                                     | > 120                                     |
| VII            | > 80                                      | -                                         |
| VIII           | > 140                                     | -                                         |

## Berekenen gemiddelde grondwaterstanden
Traditioneel werden de grondwaterstanden in de meeste grondwatermeetnetten tweewekelijks gemeten, zo dicht mogelijk bij de 14e en 28e dag van de maand. De definities van de GHG en GLG zijn gebaseerd op deze praktijk. Om de grondwaterstanden te berekenen moet de grondwaterstand voor een periode van minimaal 8 hydrologische jaren tweewekelijks gemeten worden. Een hydrologisch jaar loopt van 1 april tot en met 31 maart van het daaropvolgende jaar. De drie hoogste en de drie laagste grondwaterstanden per hydrologisch jaar worden gebruikt voor de berekening.   
- Gemiddeld hoogste grondwaterstand: Som van de gemeten hoogste grondwaterstanden van de gemeten jaren / 3 * het aantal jaren
- Gemiddeld laagste grondwaterstand: Som van de gemeten laagste grondwaterstanden van de gemeten jaren / 3 * het aantal jaren

Er wordt steeds vaker gebruik gemaakt van automatische meetsystemen om de grondwaterstand te registreren. Deze systemen meten vaak dagelijks of ieder uur de grondwaterstand. Deze gegevens kunnen niet direct gebruikt om de GHG en GLG te bepalen. Omdat grondwatersystemen meestal vrij traag reageren is de verandering binnen een dag meestal klein in verhouding tot de variatie binnen twee weken. Daardoor is er een grote kans dat de drie hoogste of laagste grondwaterstanden in een jaar drie opeenvolgende metingen zijn. Hiermee wordt de extreme waarde weliswaar beter bepaald, maar niet de gemiddelde grondwaterstand over de periode van enkele weken. 
Om toch met deze hoogfrequente gegevens een GHG of GLG te kunnen bepalen is daarom een extra bewerking nodig. Daarbij kan er bijvoorbeeld voor gekozen worden om alleen de metingen van de 14e en 28e dag van de maand te gebruiken, eventueel de meting van 12 uur 's middags als er meer dan eens per dag gemeten wordt. Het nadeel hiervan is dat veel informatie weggelaten wordt, maar daarmee wordt de traditionele meetmethode het best benaderd.
Om de beschikbare gegevens maximaal te gebruiken wordt er soms voor gekozen de GHG en GLG te bepalen aan de hand van frequenties van onderschrijding en overschrijding of kwantielen. De frequenties worden dan gedefinieerd als 3 metingen van de 26 metingen per jaar, oftewel {\displaystyle {\frac {3}{26}}*100\%\approx 12\%}. Het gemiddelde van de 12% hoogste metingen geeft dan de GHG, terwijl de laagste 12% van de metingen gemiddeld de GLG aangeven.

## Voorbeeld metingen
Onderstaande figuur toont een vergelijking van de grondwaterstanden op basis van tweewekelijkse metingen in een put (tot 2010), en dagelijkse metingen in diezelfde put (vanaf 2010). In de linkerkolom zijn de tijdreeksen getoond, terwijl de rechterkolom de cumulatieve frequentie van de standen aangeeft in de verschillende jaren. De benadering met de onderschrijdingskans geeft voor de tweewekelijkse metingen dezelfde metingen als simpelweg de hoogste drie, terwijl voor de hoger frequente metingen een groter aantal metingen gehanteerd wordt.

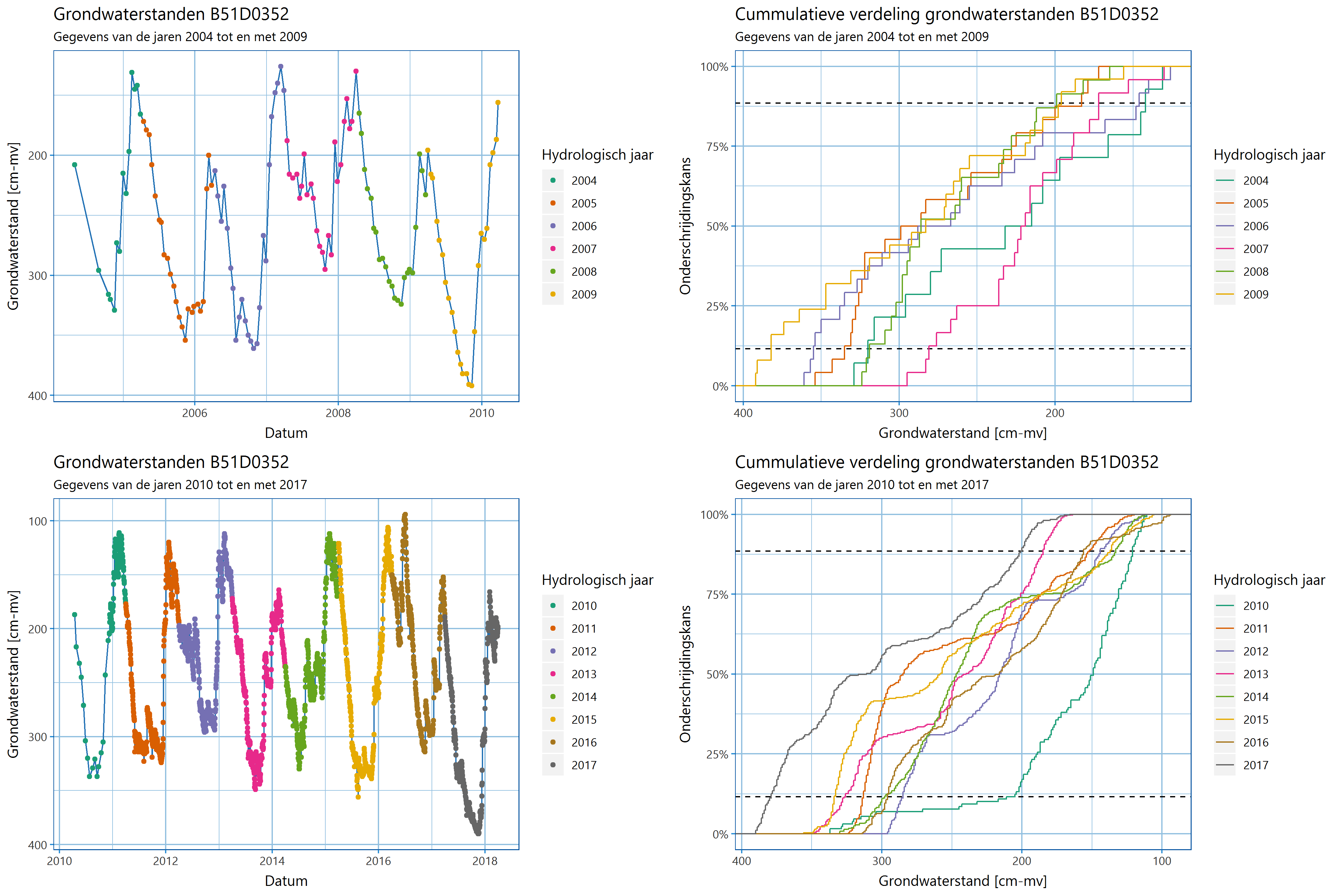
Grondwaterstanden B51D0352